# Marcgraviastrum apaporensis
Marcgraviastrum apaporensis är en tvåhjärtbladig växtart som beskrevs av De Roon och Bedell. Marcgraviastrum apaporensis ingår i släktet Marcgraviastrum och familjen Marcgraviaceae. Inga underarter finns listade i Catalogue of Life.